# Quilessa nahiba
Quilessa nahiba är en insektsart som beskrevs av Ramos 1957. Quilessa nahiba ingår i släktet Quilessa och familjen Kinnaridae. Inga underarter finns listade i Catalogue of Life.